# Jeremías (cantante)
Carlos Eduardo López Ávila (Londres, 19 de septiembre de 1973) es un cantautor venezolano, conocido por su nombre artístico Jeremías. Sus canciones abarcan el pop latino, la balada y los ritmos tropicales, con letras que narran los sentimientos de las personas, la cultura latina y el amor.

## Biografía
Jeremías nació en Londres, ciudad donde sus padres venezolanos estaban finalizando los estudios superiores, llegó con su familia a Venezuela a los dos años de edad. Su infancia y adolescencia transcurren entre Caracas, Maracay, Ciudad Guayana y, nuevamente, Caracas. Desde los 7 años colecciona música mientras aprende a tocar la guitarra. 
Después de graduarse del colegio, se matricula en la carrera de Letras, pero al segundo año pasa a estudiar Psicología, carrera que tampoco termina, pues decide dedicarse profesionalmente a la música. 
A través de la composición explora elementos de las Letras y de la Psicología, en el ejercicio de revisar las emociones y el comportamiento de las personas. Esto se ve reflejado en sus canciones, que tratan temas profundos, pero a la vez de fácil reconocimiento por el público.
El cantautor y su novia recibieron a su primera hija Sofía, en agosto del 2017.
Vida profesional
Su carrera profesional inicia a los 23 años. Con la idea de dedicarse exclusivamente a la autoría de canciones, graba algunos demos, que presenta a disqueras y empresarios del espectáculo, pero éstos le sugirieren que, por su voz y la forma como canta, debe trabajar en un proyecto propio, con él como intérprete de sus composiciones.
En el 2002 comienza a darse a conocer como cantante, promocionando sus primeros temas, principalmente en España, donde aparece en populares programas de televisión como Crónicas Marcianas y Música Sí. 
En el año 2003, su primer álbum “Jeremías” es editado en España, país al que traslada su residencia, se presenta con éxito en varios escenarios, y canciones como “La Cita” y “Desde el bar” alcanzan los puestos más altos de los conteos de radio. El sencillo "Poco a Poco" rompe récords y es seleccionado como el tema principal de la popular telenovela venezolana Mi gorda bella, de RCTV.
En el 2005 se radica en Miami y en el 2006 lanza con Universal Music su segundo álbum de estudio Ese que va por ahí, que se convierte en un éxito en Latinoamérica, los Estados Unidos y Puerto Rico. Ese mismo año, la Revista Billboard lo señala como el único cantante latino de su lista “Who’s Hot”, y las canciones “Uno y uno es igual a tres” y “Hay un amor afuera”, escalan los primeros puestos de las listas de las emisoras latinas en USA y Latinoamérica. En el 2008 graba su tercer disco Un día más en el gran circo, que lleva al número uno de la radio las canciones “El comienzo del final” y “Tú (versión alternativa)”, que también llega a los primeros puestos del canal de música HTV. Ese mismo año recibe una nominación en los Anexo:Grammy Latinos 2008 como Mejor Álbum Pop Masculino y cierra la edición de los premios junto a Juanes, Belinda, Rosario, Pedro Carmona y Tommy Torres.
En el 2016 vuelve y se une a los productores Julca Brothers y Motiff, para iniciar la grabación de su cuarto disco, que saldrá al mercado y cuyo primer sencillo La mujer perfecta y Acuérdate salen en la radio en Venezuela.

## Discografía
Jeremías, hasta la fecha ha lanzado tres producciones discográficas, logrando mucho éxito en América y España.
- Jeremías (2003)
- Ese que va por ahí (2006)
- Un día más en el gran circo (2007)

## Premios y nominaciones
- En 2006 recibió una nominación en Los Premios MTV en la categoría "mejor artista nuevo - central".
- En 2008 recibió una nominación en los Premios Grammy Latinos en la categoría "mejor álbum vocal pop masculino".